# Recinto Ferial de Alalay
El Recinto Ferial de Alalay o Campo Ferial Alalay es una instalación ferial permanente, ubicada en la ciudad de Cochabamba, en Bolivia. Dicha instalación es de propiedad pública de parte del Municipio de Cochabamba, mediante el Gobierno Autónomo Municipal de Cochabamba. 
Está situado en la comuna Adela Zamudio, colindante con la Laguna Alalay, el espejo de agua más representativo de la ciudad de Cochabamba, y cerca del Mercado Campesino de Cochabamba.
Emplazado sobre 150.341 metros cuadrados, con cuatro áreas de exposición bajo techo llamados "pabellones", con áreas verdes, centros de recreación, plaza de comidas, playas de parqueos de vehículos particulares, oficina, depósitos y espacios de vigilancia.

## Obras de mantenimiento
En el año 2023, se realizaron obras de mantenimiento del recinto ferial, que se incluia la mejora del ingreso y portico principal del recinto, la construcción de una fuente agua y mejoras en los "stands", con miras a la entonces primera versión de la Feria Exposición Internacional de Cochabamba (FEXCO).

## Eventos

### Conciertos
Se realizaron todo tipo de conciertos una vez fuera emplazado el Recinto Ferial. Organizando en pabellones o en el teatro al aire libre que actualmente recibe el nombre de "FEXCO Arena". Entre los artistas que participaron se resaltan a María Becerra para la segunda edición de la  Feria Exposición Internacional de Cochabamba - FEXCO 2024.

## Otros usos
El Recinto Ferial de Alalay fue uno de los centros de pruebas antígeno nasal y vacunación durante la Pandemia de COVID-19, que fue realizado entre los años 2020, 2021 y 2022. El desarrollo de dicho centro de aislamiento empezó desde el 19 de julio de 2020, con una capacidad para 220 pacientes.